# پرگار تام

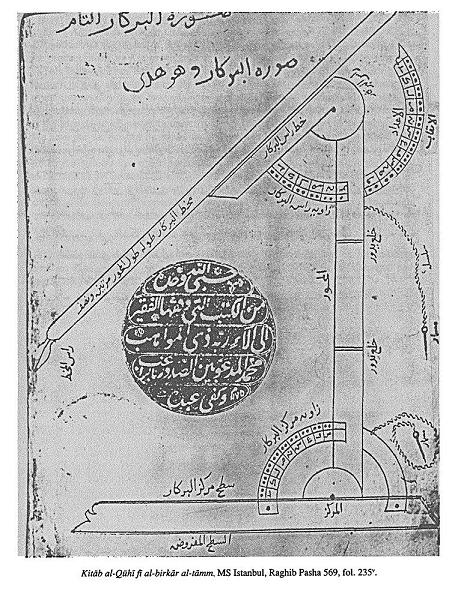
پرگار تام کوهی، از نسخه‌ای در استانبول

پرگار تام یکی از ابزار هایی که توسط ابوسهل بیژن کوهی اختراع گردید.به کمک آن میتوان خطوط قیاسی مانند خطوط راست و دایره و بیضی و هذلولی و سهمی را بدون برداشتن نوک آن (بطور متصل) ترسیم کرد. ابوریحان بیرونی در رساله «استیعاب الوجوه الممکنه فی صنعه الاسطرلاب» از «کتاب پرگار تام» کوهی نام برده و نوشته است که «شیخ ابوسهل ویجن بن رستم کوهی، رساله ای درباره ساختن و بکار بردن پرگار تام نوشته است که در آن روش ترسیم قطوع مخروطی را به وسیله پرگار تام بیان کرده است». این کتاب دارای مقدمه و دو مقاله می باشد که مقاله اول در اثبات ترسیم خطوط قیاسی یعنی همان خطوط راست، دایره، بیضی، سهمی، هذلولی است و مقاله دوم در علم رسم خطوط قیاسی با وضع معلوم می باشد. این پرگار با پرگارهای عادی دارای شباهت و تفاوت هایی می باشد. از جمله شباهت آن دو میتوان به داشتن دو شاخه اشاره کرد. اما از تفاوت های آنها، اینکه شاخه اول پرگار تام را می توان با زاویه دلخواه نسبت به صفحه کاغذ تنظیم کرد که این شاخه به محور مخروط مربوط می شود و کوهی آن را «محور پرگار» نامیده است. شاخه دوم خود از یک لوله مستقیم و قلم تشکیل شده است که قلم میتواند درون لوله بلغزد این شاخه میتواند نسبت به محور، با زاویه دلخواه ثابت شود. طبق شکل اگر شاخه دوم حول محور بچرخد، بر روی صفحه یک مقطع مخروطی ترسیم می شود.

## ساختار ابزار
این ابزار از دو بازوی متحرک تشکیل شده‌است. بازوی نخست، محور یا خط مرکز نامیده می‌شود و بر صفحه‌ای به نام قاعدهٔ پرگار عمود است، این محور در یکی از صفحات عمود بر قاعده، می‌تواند حرکت کند و زاویه‌ای موسوم به زاویهٔ مرکز، α، را تشکیل دهد. بازوی دوم بر بالای محور قرار دارد و خط رأس نام دارد و سه گونه حرکت می‌تواند داشته باشد. زاویهٔ خط رأس با زاویهٔ محور، β، زاویهٔ رأس نام دارد. حرکت نخست خط رأس در همان صفحه‌ای که محور نیز می‌تواند حرکت کند، انجام شدنی است؛ حرکت دوم حول محور صورت می‌گیرد. حرکت سوم یک حرکت کشویی است، یعنی طول بازوی دوم متغیّر است در واقع نوک آن که وظیفهٔ ترسیم را به عهده دارد، می‌تواند از یک قسمت لوله‌ای شکل بیرون بلغزد. سرشت خـَم ترسیمی به دو زاویهٔ یاد شده بستگی دارد.

نمونه‌ای شبیه سازی شده

تصویری از رسالهٔ پرگار تام ابوسهل کوهی، مدرسهٔ مروی تهران، کاتب: میرزا عبدالله منجم

## نظریه پرگار تام
نظریهٔ پرگار تام را در آثار این دانشمندان عربی‌نویس می‌توان یافت:
- ابوسهل کوهی
- ابوسعید سجزی
- ابوریحان بیرونی
- هبة الله بدیع اسطرلابی
- محمّد بن حسین
- اثیرالدین ابهری